# Trélex
Trélex is een gemeente en plaats in het Zwitserse kanton Vaud, en maakt deel uit van het district Nyon.
Trélex telt 1161 inwoners.